# Поморський військовий округ (Польща)

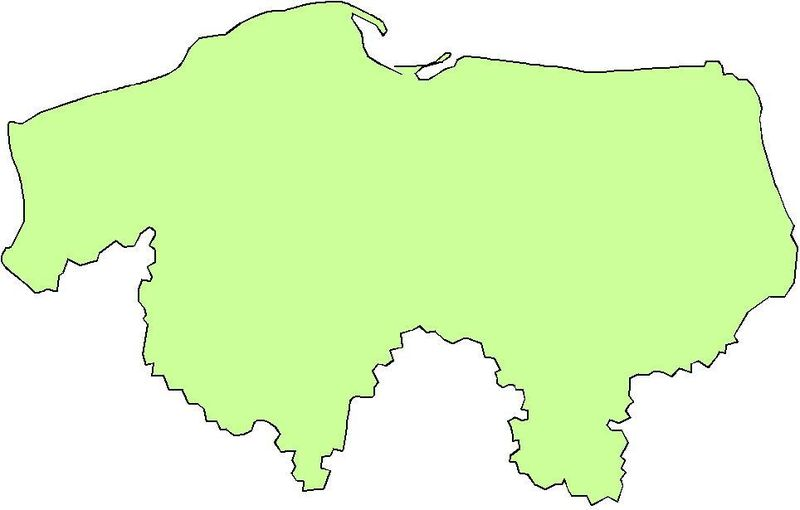
Область адміністрування POW

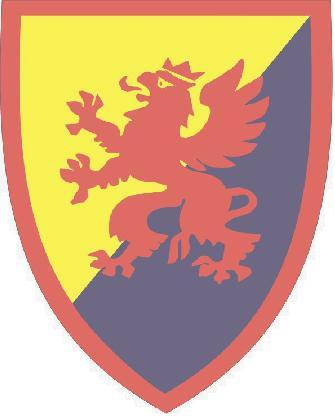
Лого POW

Поморський військовий округ (англ. Pomorski Okręg Wojskowy) (POW) – колишній польовий виконавчий орган Міністра національної оборони з оперативних і оборонних справ і некомбінованого державного управління (ст. 14 Закону від 21 листопада 1967 р. про загальне зобов'язання захищати Республіку Польща). Штаб округу: Торунь (1945), Бидгощ, Гданськ, Кошалін, Бидгощ – з 1947 по 2007 рр. вул. ген Я. Дверніцького 1, з 2007 по 28 грудня 2011 вул. Шубінська 105.
З 1999 року Поморський військовий округ був одним із двох військових округів Польщі. Після 92 років існування (з моменту створення Корпусного округу № VIII) рішенням міністра національної оборони від 28 грудня 2011 року Поморський військовий округ було повністю розформовано. Обов'язки та традиції військовополонених візьме на себе Інспекція забезпечення Збройних Сил.
Традиція носіння блакитних беретів у частинах військовополонених відносилася до т. зв Блакитна армія генерала Галлера, яка взяла Померанію взимку 1920 року.

## Перша загальновійськова армія
Перша загальновійськова армія (англ. пол. Pierwsza Armia Ogólnowojskowa; див. 1 Armia Ogólnowojskowa WP (1955–1990)) — військове формування Сухопутних військ Польщі, створене в 1955 році. Призначалося для охорони узбережжя Балтійського моря як частина Front Polski (1950) і захоплення Данських проток на випадок, якщо Холодна Війна стане гарячою. На відміну від 2-ї польської армії (сформованої та використаної після Празької весни 1968 року), вона ніколи не була мобілізована та боєздатна. Він був розпущений, щойно Польща відновила свою незалежність від радянського блоку та вийшла з Варшавського договору.
Хоча всі армії Війська Польського були розформовані в 1945 році, вже в 1950 році виникла потреба відтворити військову структуру збройних сил на випадок конфлікту з НАТО. З цією метою в 1950 році в рамках підготовки радянської війни з польських частин було створено Польський фронт (відомий також як Приморський фронт). У 1955 році фронт був додатково розбитий на армії. Кожен із трьох польських військових округів створив окрему армію: Поморський військовий округ створив 1-шу загальновійськову армію, Сілезький військовий округ створив 2-гу армію, а Варшавський військовий округ створив 4-ту. У разі мобілізації до складу 3-ї повітряної армії передбачалося влити всю авіацію.
До складу 1-ї армії увійшли всі частини під командуванням Поморського військового округу, серед них штаб, 8-а, 12-та і 15-та механізовані дивізії, 16-та і 20-та бронетанкові дивізії, а також 2-й спеціальний батальйон (глибинної розвідки), дві артилерійські бригади, одна протитанковий полк, інженерна бригада, два інженерних полки та численні інші менші частини.
Армія ніколи не була активована і була розформована в 1990 році.

## З'єднання і частини в 1985 році
Командування і штаб армії
- 4-й полк зв'язку ("4-й полк зв'язку")
- 12-й радіорелейний кабелеукладальний полк ( 12-й радіо-кабельний полк )
- 12-й батальйон радіоелектронної розвідки (12 батальйон радіоелектронної розвідки)
- 10-й радіотехнічний [розвідний] батальйон (10-й радіотехнічний батальйон)
- 2-й спеціальний [сил] батальйон (далека розвідка) (2nd Special Battalion (long recognition))
- 8-ма механізована дивізія (`` 8-ма механізована дивізія )
- 12-та механізована дивізія (12-та механізована дивізія)
- 15-та механізована дивізія («15-та механізована дивізія»)
- 16-та бронетанкова дивізія ('16th Armored Division')
- 20-та бронетанкова дивізія («20 танкова дивізія»)
- 2-га оперативно-тактична [РСМД] бригада (2-а оперативно-тактична ракетна бригада)
- 6-та гарматна артилерійська бригада («6-та гарматна артилерійська бригада»)
- 14-й протитанковий артилерійський полк (Польща) (14-й протитанковий артилерійський полк)
- 5-та саперна бригада (5-та саперна бригада)
- 3-й понтонний мостоукладальний полк (`` 3rd Pontoon Regiment )
- 16-й дорожньо-інженерний полк («16-й дорожньо-будівельний полк»)
- 2-га хімічна [NBC] бригада («2-га хімічна бригада»)
- 5-й полк постачання (5-й охоронний полк)

## Командири округу
- 21 квітня 1945 - 15 травня 1945 - в.о. підполковника Миколай Іванов
- 16 травня 1945 - 24 вересня 1945 - полковник (бригадний генерал) Вацлав Шокальський;
- 25 вересня 1945 - 10 жовтня 1945 - бригадний генерал Вячеслав Якутович;
- 11 жовтня 1945 - 25 червня 1947 - бригадний генерал Ян Йошкевич;
- 26 червня 1947 - 15 жовтня 1947 - бригадний генерал Ян Роткевич;
- 19 листопада 1947 - 21 січня 1953 - генерал-майор Броніслав Полтуржицький;
- 21 березня 1953 - 29 травня 1953 - виконуючий обов'язки (частково) бригадного генералала Антоні Владичанський;
- 30 травня 1953 - 22 жовтня 1954 - виконуючий обов'язки бригадного генерала Антоні Владичанський;
- 31 грудня 1954 - 5 листопада 1956 - генерал-майор Ян Роткевич;
- 6 листопада 1956 - 14 листопада 1964 - генерал-майор Зигмунт Гуща;
- 15 листопада 1964 - 18 травня 1971 - генерал-майор Юзеф Камінський;
- 19 травня 1971 - 26 лютого 1978 - генерал-майор Войцех Баранський;
- 27 лютого 1978 - 14 березня 1983 - генерал-майор Юзеф Ужицький;
- 1 квітня 1983 - 22 вересня 1989 - генерал-майор Збігнев Блехман;
- 23 вересня 1989 - 3 вересня 1992 - генерал-майор Збігнев Залевський;
- 4 вересня 1992 - 8 вересня 2000 - генерал-майор Тадеуш Базидло;
- 9 вересня 2000 - 11 грудня 2003 - генерал-майор Лешек Хила;
- 12 грудня 2003 - 5 жовтня 2006 - генерал-майор Збігнев Гловєнка
- 6 жовтня 2006 - 11 січня 2007 - виконуючий обов'язки бригадного генерала Зигмунт Дулеба
- 12 січня 2007 - 28 грудня 2011 - бригадний генерал Зигмунт Дулеб